# Benjamín Vicuña Subercaseaux
Benjamín Vicuña Subercaseaux (1876-c. 1911) fue un escritor chileno, hijo de Benjamín Vicuña Mackenna.

## Biografía
Habría nacido en 1876. Hijo del historiador Benjamín Vicuña Mackenna, en palabras de Julio Cejador no era «conservador como él, sino liberal avanzado y ecléctico, de estilo castizo y recio». Entre sus publicaciones se encontraron títulos como Un país nuevo, cartas sobre Chile (París, 1903), La ciudad de las ciudades, correspondencia de París (Santiago, 1905), Gobernantes y literatos (París, 1907), La producción intelectual de Chile, para la exposición de Quito, El socialismo revolucionario y la cuestión social en Europa y en Chile, Crónicas del Centenario, visión histórica (1910), Días de campo (cuentos, 1914) y una recopilación de artículos sueltos (1918). Falleció hacia 1911 o en 1919.